# Печорський повіт (Естонія)
Печо́рський пові́т, Петсерімаа (ест. Petserimaa) — один із повітів першої Естонської республіки площею 1 582 км²; нині більшу частину (79,1%) повіту включає Печорський район Псковської області Російської Федерації, площа якого становить 1 251 км². 1920 року Печорський повіт увійшов до складу Естонії за умовами Тартуського мирного договору. У 1941–1944 роках під час нацистської окупації підпорядковувався Генеральній окрузі Естонія райхскомісаріату Остланд. У 1944 році замість повернення до складу Естонії повіт приєднано до РРФСР. Адміністративним центром повіту було місто Печори (Петсері).

## Історія
Територіальний склад всієї історичної провінції округу Петсері (Petserimaa) вважається батьківщиною сето, балто-фінського народу, спорідненого естонцям. 

## Національна і мовна політика
За свою недовгу історію у складі Естонської республіки населення повіту пережило зміну в галузі мовної і національної політики. Оскільки у повіті переважало російське населення, до 1934 року обидві мови: російська і естонська — були рівноправними, а обидві назви (Печори і Петсері) існували рівнобіжно як офіційні. При цьому, враховуючи досить гарне економічне становище у повіті до початку 1930-х років, у ньому спостерігався бурхливий ріст населення. Проте встановлення диктатури супроводжувалося політикою естонізаціі: російську мову позбавили офіційного статусу, російське відділення Печорського училища закрили, а естонська топоніміка замінила більшість російської топоніміки, зокрема назви вулиць. Частка естонців, включаючи сету, в самому місті Печори різко збільшилася з 22% до 56%, хоча в цілому по району росіяни зберегли значну перевагу.

## Населення
За даними перепису 1934 року, росіяни у повіті становили 65,06% населення, естонці і сету — 32,36%, латиші — 2,29%, інші — 0,29%. На відміну від РРФСР, православна церква не піддавалася гонінням. Крім того, в 1940 році, напередодні насильницького приєднання до СРСР, естонська влада планувала повернути освіту російською мовою, проте Друга світова війна перешкодила цьому. Необхідність у поступках відпала після включення більшої частини району до складу РРФСР. Відповідно, прапор і герб району було змінено.
1. ↑  Culture and Power at the Edges of the State By Thomas M. Wilson, Hastings Donnan; ISBN 3-8258-7569-5; p. 268